# Sportjugend Schleswig-Holstein
Die Sportjugend Schleswig-Holstein (sjsh) ist der eigenständige Jugendverband im Landessportverband Schleswig-Holstein e. V. Sie ist ein Jugendverband gemäß § 12 Kinder- u. Jugendhilfegesetz (KJHG) und Mitglied in der Deutschen Sportjugend sowie im Landesjugendring Schleswig-Holstein.

## Mitglieder
Die Mitglieder sind die Jugendorganisationen der Kreissport- und Landesfachverbände in Schleswig-Holstein.
Insgesamt bilden die rund 356.253 jungen Menschen bis 27 Jahren in den 2.467 Sportvereinen und -verbänden des Landessportverbandes Schleswig-Holstein die Sportjugend Schleswig-Holstein.

## Aufgaben und Ziele
Das Tätigkeitsfeld ist die außerschulische, freiwillige Jugendarbeit im Sport. Sie geht über die reine Sportlichkeit hinaus und nimmt junge Menschen in ihrer Gesamtpersönlichkeit an.
Ziel der Sportjugend im Landessportverband ist eine zeitgemäße, sinnvolle Freizeitgestaltung für junge Menschen. Spaß, Abwechslung und Geselligkeit tragen dazu bei. Die Mitbestimmung von Jugendlichen wird großgeschrieben. So leisten Sport und überfachliche Jugendarbeit ihren Beitrag zur Persönlichkeitsbildung junger Menschen und zum Erlernen von Sozialverhalten. Durch Begegnungen und Wettkämpfe mit ausländischen Gruppen leistet der Sport einen Beitrag zur Völkerverständigung.

## Arbeitsfelder
- überfachliche Kinder- und Jugendarbeit im Sport
- Aus- und Fortbildung
- Jugendleiter-Card (Juleica)
- Engagementförderung „JES - Jugend, Ehrenamt, Sport“
- internationale Jugendarbeit
- Freiwilliges Soziales Jahr (FSJ) im Sport/Bundesfreiwilligendienst (BFD) im Sport
- Kinder in Bewegung / Kooperation Kita & Verein
- Kinderarmut/Bildungspaket/„Kein Kind ohne Sport!“
- Kinderschutz/Prävention vor sexualisierter Gewalt im Sport/Ehrenkodex
- Inklusion im und durch Sport
- Förderungsmöglichkeiten im Kinder- und Jugendsport

## Organisation
Der Vorstand setzt sich aus dem 1. Vorsitzenden, 6 gleichberechtigten stellvertretenden Vorsitzenden sowie bis zu zwei jungen Engagierten mit Gaststatus zusammen. Dem Vorstand gehört weiterhin der Geschäftsführer mit beratender Stimme an.
In der aktuellen Wahlperiode 2025 gehören dem Vorstand an:

- Fynn Stichert, 1. Vorsitzender
- Merle Tralau, stellv. Vorsitzende
- Simon Bosk, stellv. Vorsitzender
- Laura Otto, stellv. Vorsitzende
- Christoph Menge, stellv. Vorsitzender
- Thomas Groß, stellv. Vorsitzender
- Ben Ullmann, stellv. Vorsitzender
- Carsten Bauer, beratendes Vorstandsmitglied, Geschäftsführer, Leitung der Geschäftsstelle

Der ehrenamtliche Vorstand wird durch die hauptamtlich besetzte Geschäftsstelle unterstützt. Sie befindet sich im Haus des Sports in Kiel.